# Leif Nilsson (skådespelare)
Leif Erland Nilsson, född 1 augusti 1943 i Stockholm, död 29 november 2014, var en svensk barnskådespelare och senare utvecklingskonsult. Han är känd för sin roll som Kalle Blomkvist i filmen Mästerdetektiven Blomkvist lever farligt från 1957.

## Filmografi (urval)
- 1952 – Blondie, Biffen och Bananen
- 1954 – Seger i mörker
- 1955 – Den glade skomakaren
- 1956 – Pettersson i Annorlunda
- 1957 – Mästerdetektiven Blomkvist lever farligt
- 1957 – Synnöve Solbakken
- 1958 – Damen i svart
- 1958 – Mannekäng i rött
- 1960 – Balkongen